# Alpha Ethniki 1968-1969
L'Alpha Ethniki 1968-1969 fu la 33ª edizione della massima serie del campionato di calcio greco, conclusa con la vittoria del Panathīnaïkos, al suo nono titolo.
Capocannoniere del torneo fu Giōrgos Siderīs (Olympiacos), con 35 reti.

## Formula
Le squadre partecipanti furono 18 e disputarono un girone di andata e ritorno per un totale di 34 partite.
Alle 17 squadre greche si aggiunsero i campioni del campionato cipriota della stagione precedente.
Le squadre retrocesse furono tre: nel caso la squadra cipriota fosse una di queste verrebbe sostituita dai campioni della stagione in corso mentre la quattordicesima e la quindicesima classificata disputarono uno spareggio contro la terza e quarta classificata della seconda serie.
Il punteggio prevedeva tre punti per la vittoria, due per il pareggio e uno per la sconfitta.
L'AEK Atene fu penalizzato di un punto.
Le squadre ammesse alle coppe europee furono quattro: i campioni alla Coppa dei Campioni 1969-1970, la perdente della coppa nazionale alla Coppa delle Coppe 1969-1970 e terza e quarta classificata alla Coppa delle Fiere 1969-1970.

## Squadre partecipanti
| Squadra         | Città      | Stadio | Stagione 1967-1968 |
| --------------- | ---------- | ------ | ------------------ |
| AEK Atene       | Atene      |        | Campione di Grecia |
| AEL Limassol    | Limassol   |        | Campione di Cipro  |
| Apollōn Smyrnīs | Atene      |        | 12°                |
| Arīs Salonicco  | Salonicco  |        | 4°                 |
| Chalkis         | Calcide    |        | Beta Ethniki       |
| Egaleo          | Egaleo     |        | 11°                |
| Ethnikos Pireo  | Il Pireo   |        | 6°                 |
| Īraklīs         | Salonicco  |        | 13°                |
| OFI Creta       | Candia     |        | Beta Ethniki       |
| Olympiacos      | Il Pireo   |        | 2°                 |
| Panathīnaïkos   | Atene      |        | 3°                 |
| Paniōnios       | Nea Smyrnī |        | 8°                 |
| Panserraïkos    | Serres     |        | 14°                |
| PAOK            | Salonicco  |        | 9°                 |
| Pierikos        | Katerini   |        | 5°                 |
| Trikala         | Trikala    |        | Beta Ethniki       |
| GAS Veria       | Veria      |        | 10°                |
| Vyzas           | Megara     |        | 7°                 |

## Classifica finale
|                   | Pos. | Squadra         | Pt | G  | V  | N  | P  | GF | GS  | DR   |
| ----------------- | ---- | --------------- | -- | -- | -- | -- | -- | -- | --- | ---- |
| Grecia (bandiera) | 1.   | Panathīnaïkos   | 90 | 34 | 26 | 4  | 4  | 64 | 16  | +48  |
|                   | 2.   | Olympiacos      | 88 | 34 | 24 | 6  | 4  | 77 | 21  | +56  |
|                   | 3.   | Arīs Salonicco  | 79 | 34 | 17 | 11 | 6  | 54 | 33  | +21  |
|                   | 4.   | Paniōnios       | 77 | 34 | 18 | 7  | 9  | 55 | 34  | +21  |
|                   | 5.   | PAOK            | 76 | 34 | 16 | 10 | 8  | 58 | 37  | +21  |
|                   | 6.   | AEK Atene       | 74 | 34 | 17 | 7  | 10 | 58 | 33  | +25  |
|                   | 7.   | Egaleo          | 70 | 34 | 13 | 10 | 11 | 48 | 41  | +7   |
|                   | 8.   | Ethnikos Pireo  | 68 | 34 | 12 | 10 | 12 | 43 | 45  | -2   |
|                   | 9.   | Pierikos        | 66 | 34 | 11 | 10 | 13 | 31 | 37  | -6   |
|                   | 10.  | Panserraïkos    | 65 | 34 | 12 | 7  | 15 | 43 | 46  | -3   |
|                   | 11.  | Īraklīs         | 65 | 34 | 12 | 7  | 15 | 36 | 39  | -3   |
|                   | 12.  | OFI Creta       | 64 | 34 | 12 | 6  | 16 | 37 | 45  | -8   |
|                   | 13.  | Vyzas           | 64 | 34 | 12 | 6  | 16 | 42 | 53  | -11  |
|                   | 14.  | Apollōn Smyrnīs | 63 | 34 | 12 | 5  | 17 | 40 | 38  | +2   |
|                   | 15.  | GAS Veria       | 62 | 34 | 8  | 12 | 14 | 34 | 41  | -7   |
|                   | 16.  | Trikala         | 57 | 34 | 9  | 5  | 20 | 30 | 63  | -33  |
|                   | 17.  | Chalkis         | 56 | 34 | 7  | 8  | 19 | 38 | 61  | -23  |
|                   | 18.  | AEL Limassol    | 39 | 34 | 2  | 1  | 31 | 20 | 125 | -105 |

Legenda:

      Campione di Grecia
      Ammesso alla Coppa delle Fiere
      Ammesso alla Coppa delle Coppe come supplente
      Ammessa allo spareggio
      Retrocesso in Beta Ethniki
Note:

Tre punti a vittoria, due a pareggio, uno a sconfitta.
AEK Atene penalizzato di 1 punto

### Spareggi
Apollon Smyrnis e Veria disputarono lo spareggio per la permanenza nella massima serie contro, rispettivamente, Proodeftiki e Olympiakos Volos. In entrambi i casi fu necessario una terza partita. L'Apollon fu retrocesso per sorteggio dopo che la ripetizione si concluse 0-0 mentre il Veria fu retrocesso essendo stato sconfitto 2-1.
| Squadra 1        | Totale | Squadra 2       | Andata | Ritorno |
| ---------------- | ------ | --------------- | ------ | ------- |
| Proodeftikī      | 1 - 1  | Apollōn Smyrnīs | 1 - 0  | 0 - 1   |
| Olympiakos Volos | 4 - 4  | GAS Veria       | 2 - 1  | 2 - 3   |

#### Ripetizione
|  | Proodeftikī | 1 – 1 | Apollōn Smyrnīs |  |

|  | Olympiakos Volos | 2 – 1 | GAS Veria |  |

### Verdetti
- Panathinaikos campione di Grecia 1968-69 e qualificato alla Coppa dei Campioni
- Olympiakos Pireo qualificato per supplenza alla Coppa delle Coppe
- Aris Salonicco e Panionios qualificate alla Coppa Fiere
- Trikala, Chalkida, Apollon Atene e Veria retrocesse in Beta Ethniki.
- AEL Limassol torna nel campionato cipriota di calcio